# David Camacho Eugenio
David Camacho Eugenio (Lepe, 26 de agosto de 1998) es un futbolista español. Juega de defensa y su actual equipo es el Isla Cristina FC de Primera Andaluza Senior de Huelva.

## Trayectoria
Nacido en Lepe, Huelva. Se formó como juvenil en la cantera del Sevilla FC y ha jugado para los equipos Sevilla FC C, CD Gerena, Las Palmas Atlético, Rayo Majadahonda y Getafe B.
En junio de 2021 alcanzó un acuerdo para jugar en el equipo de su localidad, natal el CD San Roque de Lepe.

## Clubes
| Club                 | País   | Año         | Partidos | Goles |
| -------------------- | ------ | ----------- | -------- | ----- |
| Sevilla FC C         | España | 2016 - 2018 |          |       |
| CD Gerena            | España | 2017 - 2020 |          |       |
| Las Palmas Atlético  | España | 2018 - 2020 | 37       | 1     |
| Rayo Majadahonda     | España | 2020 - 2021 |          |       |
| Getafe B             | España | 2020 - 2021 |          |       |
| CD San Roque de Lepe | España | 2021 - 2022 |          |       |
| Getafe B             | España | 2022 - act. |          |       |

Isla Cristina FC (2023-Act)